# Naturwald Irtenberger Wald
Der Naturwald Irtenberger Wald ist ein Naturwald in der Marktheidenfelder Platte, der sich über eine Fläche von etwa 516 Hektar erstreckt. Er liegt im gemeindefreien Gebiet Irtenberger Wald sowie in Kist, einer Gemeinde im unterfränkischen Landkreis Würzburg. Das Schutzgebiet liegt grob zwischen den Orten Kist und Altertheim. Ausgewiesen im Jahr 2020, zählt es zu den größten zusammenhängenden Waldschutzgebieten in Unterfranken.

## Geographische Lage
Das Waldschutzgebiet besteht aus einem Teilgebiet und liegt im südlichen Teil der Marktheidenfelder Platte. Am Naturwald grenzen im Süden die Orte Irtenberg und Gerchsheim, im Osten Kist sowie im Norden Waldbrunn und Eisingen an. Das Schutzgebiet umfasst mehrere Waldabteilungen und liegt vollständig im FFH-Gebiet Irtenberger und Guttenberger Wald. Der Naturwald gehört zu den größten Bayerns und liegt im Irtenberger Wald. Erreichbar ist der Naturwald Irtenberger Wald über die Autobahn A3 und über die Autobahn A81. Der höchste Punkt innerhalb des Schutzgebietes beträgt 383 m ü. NHN. Östlich des Naturwaldes liegt das Naturschutzgebiet Blutsee-Moor.

## Schutzstatus und Einordnung
Abgesehen von notwendigen Maßnahmen des Waldschutzes und der Verkehrssicherung findet in Naturwaldreservaten und Naturwäldern keine Bewirtschaftung und keine Holzentnahme statt. Im Rahmen des Volksbegehrens „Artenvielfalt & Naturschönheit in Bayern“ 2019 kündigte die bayerische Staatsregierung an, im Irtenberger Wald ein Großschutzgebiet auszuweisen. Im Juni 2020 erfolgte dann die Umsetzung des Großprojekts. Vor der Ausweisung waren bereits einzelne kleine Teilflächen des heutigen Naturwalds Irtenberger Wald als Klasse-1-Wälder von den Bayerischen Staatsforsten aus der Nutzung genommen. Der Naturwald Irtenberger Wald ist Teil der bundesweiten Flächenkulisse der natürlichen Waldentwicklung und trägt zum Ziel langfristig fünf Prozent der Wälder aus der Nutzung zu nehmen, bei. International lässt sich das Gebiet schwierig einordnen, da das Gebiet nicht an die IUCN gemeldet und wahrscheinlich auch nicht deren Größenkriterien erfüllt.

## Charakteristik
Auf den fruchtbaren Mischlehmböden der Marktheidenfelder Platte, die für ihre hohen Temperaturen und geringen Niederschläge bekannt ist, gedeihen Wälder mit Buchen und gelegentlich auch mit höheren Anteilen an Eichen. Einige Beispiele für diese Wälder sind Waldmeister-Buchenwälder, Labkraut-Eichen-Hainbuchenwälder und Sternmieren-Eichen-Hainbuchenwälder. Die Laubwälder in dieser Gegend zeichnen sich durch ihre Vielfalt an Baumarten und Strukturen aus, die von der Wärme des Klimas geprägt sind. In diesen Wäldern leben viele heimische Tier- und Pflanzenarten, die an reife Naturwaldstadien angepasst sind. Einige dieser Arten sind die Bechsteinfledermaus, die Mopsfledermaus und verschiedene andere Waldfledermausarten. Der Naturwald ist auch überregional bedeutend für die Bechsteinfledermaus, da hier mehrere Kolonien dieser Art vorkommen. Weitere Arten, die in diesem Waldgebiet leben, sind die Hohltaube, verschiedene Spechtarten wie der Schwarz-, Mittel- und Kleinspecht, der Halsbandschnäpper, der Hirschkäfer und die Zauneidechse.

## Baumarten
Im Irtenberger Wald basiert die Vielfalt an Baumarten und der hohe Grad an biologischer Diversität auf einer langen Tradition der Laubwaldbewirtschaftung. Diese geht auf die Mittelwaldbewirtschaftung, die bis ins 19. Jahrhundert praktiziert wurde, und auf die spätere forstliche Förderung von Mischbaumarten zurück. Neben den Hauptbaumarten Buche und Eiche sind auch wärmetolerante Edellaubbaumarten wie Elsbeere, Speierling sowie verschiedene Wildobstsorten für den Waldaufbau prägend. Der Naturwald Irtenberger Wald setzt sich aus 59 % Buche, 17 % Eiche, 8% Edellaubholz, 5 % sonstigem Laubholz, 5 % Kiefer, 4 % Lärche, 1 % Douglasie und 1 % Fichte zusammen.

## Altersstruktur
In der Tabelle ist die Altersstruktur des Waldes abgebildet. Mehr als die Hälfte des Waldes ist bereits über 100 Jahre alt, und etwa 20 % davon sind sogar älter als 140 Jahre, obwohl ein Großteil des Waldes noch relativ jung ist und sich in der Wachstums- und Optimalphase befindet.
| Alter   | Prozent ca. |
| ------- | ----------- |
| <20     | 5–10        |
| 21–40   | 0–5         |
| 41–60   | 15–20       |
| 61–80   | 10–15       |
| 81–100  | 5–10        |
| 101–120 | 15–20       |
| 121–140 | 20–25       |
| 141–160 | 10–15       |
| >160    | 5–10        |

## Geschichte
Der Irtenberger Wald war bereits in der Hallstattzeit besiedelt und es gibt Hügelgräber aus dieser Zeit. Im Mittelalter waren die Siedlungen dichter besiedelt als heute und bestanden aus Kleindörfern. Im Jahr 1580 begann ein Wüstungsprozess, der zur Folge hatte, dass der Ort Irtenberg nicht mehr besiedelt wurde. Zwischen den Bistümern Würzburg und Mainz wurde im Jahr 1584 ein Grundstückstausch vereinbart, der zur Manifestierung der festgelegten Grenze durch die Errichtung von Hoheitssäulen führte. Der damals vereinbarte Grenzverlauf bildet bis heute die Grenze zwischen den Bundesländern Bayern und Baden-Württemberg. Heute existiert nur noch das Forsthaus Irtenberg als Überbleibsel der einstigen Siedlung.

## Tourismus
Im Irtenberger Wald werden zwei Rundwege auf bestehenden Forstwegen etabliert, um das Erholungsangebot zu verbessern. Die Rundwege sind für Spaziergänger und Radfahrer geeignet, aber nicht barrierefrei. Der südliche Rundweg ist 5,3 km lang und der nördliche Rundweg 4,9 km. Beide Rundwege haben eine Höhendifferenz von etwa 100 Metern. Es gibt verschiedene Erholungseinrichtungen und Informationen entlang der Wege. Die bereits bestehenden Wanderwege sind in die Rundwege integriert. Eine Naturwald-App bietet Besuchern Wissenswertes entlang der Rundwege. Führungen und Veranstaltungen für verschiedene Organisationen sind geplant. Außerdem sollten auch Trekking-Plätze errichtet werden.